# 7388 Маркомореллі
7388 Маркомореллі (7388 Marcomorelli, 1982 FS3, 1982 HS2, 1993 FS2) — астероїд головного поясу, відкритий 23 березня 1982 року.
Тіссеранів параметр щодо Юпітера — 3,174.